# Roskilde Festival
Das Roskilde Festival ist ein seit 1971 jährlich stattfindendes Musikfestival bei Roskilde in Dänemark. Das viertägige Festival auf der Insel Seeland zählt mit bis zu 115.000 Teilnehmern zu den größten Europas. Die Veranstaltung wird von bis zu 25.000 unbezahlten Freiwilligen aufgebaut, organisiert und betreut.
Das musikalische Hauptaugenmerk liegt auf weniger bekannten internationalen und skandinavischen Musikern aus verschiedenen Genres, hauptsächlich Rock, Pop, Metal, Electronic und Weltmusik, ergänzt durch wenige bekannte Headliner.
Der gesamte Gewinn des Festivals fließt an den Foreningen Roskildefonden, der das Geld an humanitäre, kulturelle und andere gemeinnützige Organisationen wie Amnesty International, Ärzte ohne Grenzen, Human Rights Watch und viele dänische Organisationen weitergibt.

## Geschichte
Das erste Roskilde Festival fand am 28. und 29. August 1971 unter dem Namen SOUND FESTIVAL statt. Es war inspiriert durch Festivals und Jugendversammlungen wie Newport, Isle of Wight und Woodstock. Es war vor allem durch schlechtes Management und großen Enthusiasmus gekennzeichnet. Es gab nur eine Bühne, auf der etwa 20 Bands aus den Genres Folk, Jazz, Rock und Pop auftraten. Das Festival dauerte zwei Tage und hatte etwa 10.000 Besucher pro Tag. Veranstalter waren damals ein Musikagent aus Kopenhagen und eine Gruppe lokaler Gymnasiasten. Aufgrund der harten körperlichen Arbeit im Zusammenhang mit dem Festival hatten diese aber kein Interesse, das Festival im darauf folgenden Jahr wieder zu veranstalten.

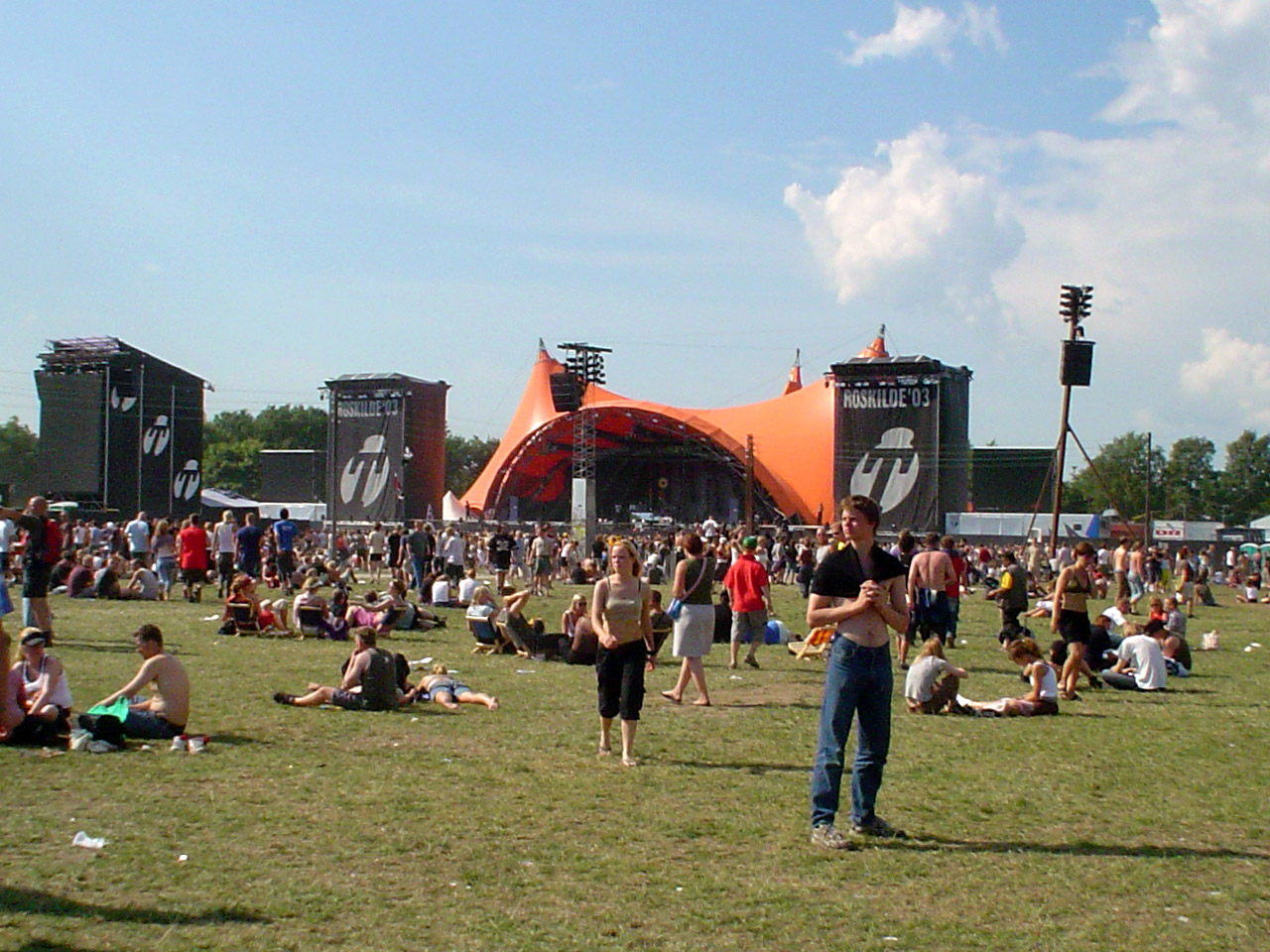
Roskilde Festival 2003

### Freiwilligenarbeit
Die lokale Organisation Foreningen Roskildefonden arbeitete seit den 1930er Jahren in der Umgebung von Roskilde an der Etablierung von Einrichtungen für Kinder und Jugendliche sowie an der Organisation von Stadtfesten. Dieser Verband wurde vom Roskilder Stadtrat gebeten, die Idee von einem Festival in Roskilde zu übernehmen und in Zusammenarbeit mit einer Aktiengesellschaft, die einzig für diesen Zweck gegründet wurde, das Festival zu organisieren. 1972 wurde das Festival unter dem Namen Fantasy erneut abgehalten. Es dauerte diesmal drei Tage und zog etwa 15.000 Besucher pro Tag an. Es gab eine Bühne auf der 25 Bands auftraten. Das Festival wurde überwiegend von freiwilligen Helfern organisiert.
Im Laufe der 1970er entwickelte sich das Festival. Eine Basisstruktur entstand, in der die freiwilligen Helfer zur wichtigsten Arbeitskraft wurden. Das Roskilde Festival ist eine nicht profitorientierte Veranstaltung. Alle Überschüsse werden humanitären Zwecken gespendet.
Das Festival entwickelte sich über die Jahre und das Spendenaufkommen bis 2010 betrug mehr als 13 Millionen Euro. Unter den Organisationen, die unterstützt wurden, befinden sich War Victims in Iraq, Ärzte ohne Grenzen, Amnesty International, Save the Children und WWF. Darüber hinaus wird jedes Jahr ein gesellschaftspolitisches Thema ausgewählt, das bei Kunstbeiträgen oder Aktivitäten eingearbeitet wird. Neben den 25.000 Helfern, die jedes Jahr den Festivalablauf unterstützen, wird das Festival hauptsächlich von der Gruppe Klub 100 geplant, organisiert und koordiniert. In diesem Klub arbeiten ca. 400 Mitarbeiter auf freiwilliger Basis. Der Name entstand aus der Tatsache, dass die Mitarbeiter jährlich mehr als zehn Tage und somit mindestens 100 Stunden für die Planung des Festivals zur Verfügung stellen. Die ehrenamtlichen Mitarbeiter des Klub 100 werden mit gemeinsamen Abendessen, Büroausflügen und anderen Veranstaltungen entschädigt. Das Roskilde Festival hat 25 bezahlte Mitarbeiter, die als Sektionsleiter die Verantwortung zu Getränken, Musik und Camping haben.

### Symbol und Logo
1978 erwarben die Organisatoren vom britischen Unternehmen Revelation Staging die Canopy Scene, eine orangefarbene Musikbühne, mit der die Rolling Stones vorher auf Europatournee waren. Seitdem stellte die Canopy Scene mit ihren charakteristischen Bögen das bekannte Symbol und Logo des Festivals dar.

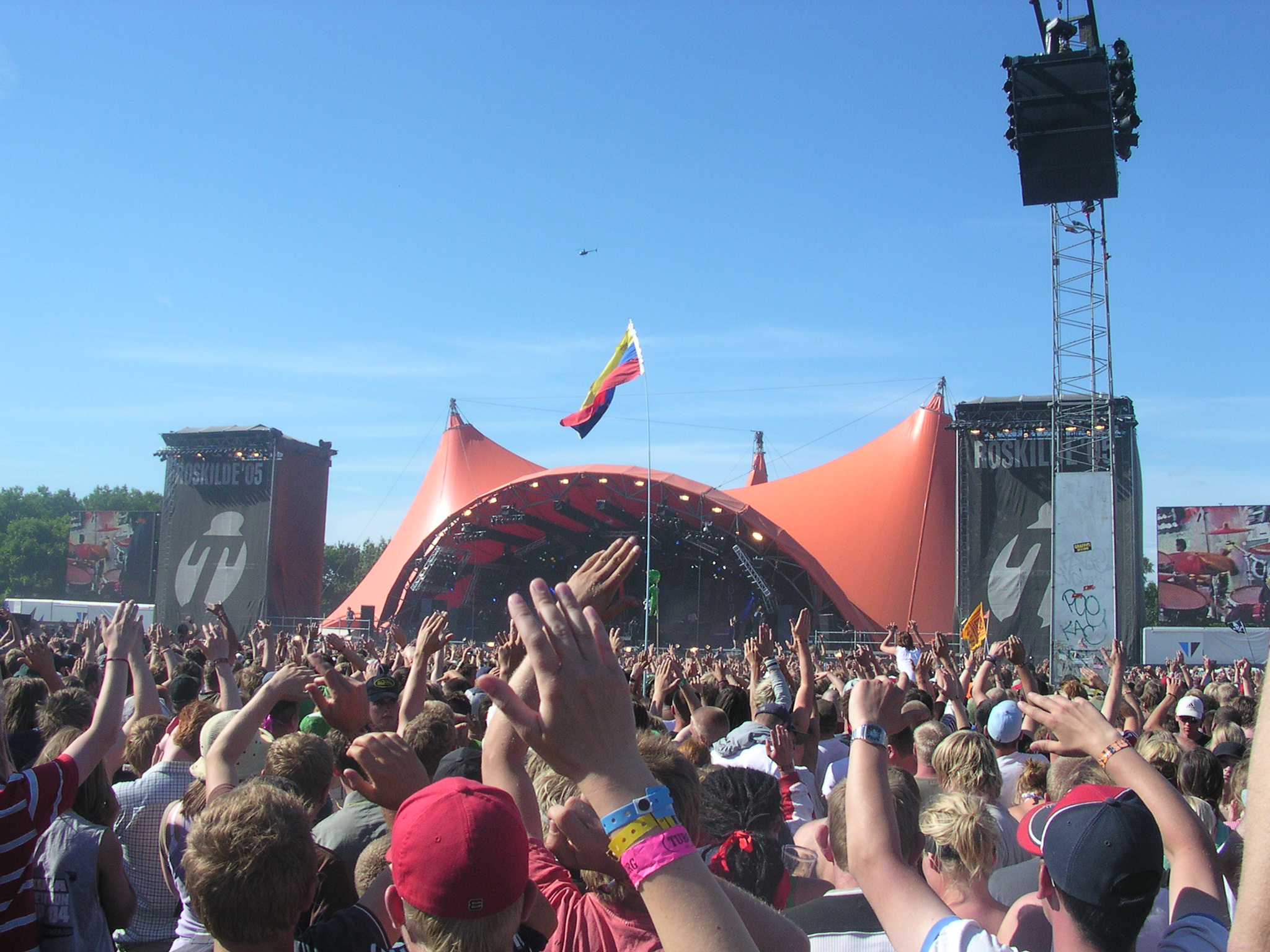
Die orangefarbene Musikbühne Canopy Scene

Das Festival begann verstärkt junge Bands von internationaler Bekanntheit einzuladen. So spielten 1978 Bob Marley and The Wailers zusammen mit 40 weiteren Bands auf mittlerweile drei Bühnen, vor einem Publikum von bis zu 36.500 Besuchern pro Tag.

### Neue elektronische Klänge
In den 1990er Jahren wurden neue Töne auf dem Festival etabliert. So wurde 1991 das erste Mal der Club Roskilde veranstaltet, bei dem Festivalbesucher an einem Abend des Festivals zu elektronischer Musik tanzen konnten. 1995 bekam die elektronische Musik dann eine eigene Bühne. So klangen 1995 Grooves und Beats über alle Tage des Festivals aus dem neuen Deeday-Zelt. In den darauf folgenden Jahren wurde durch die Etablierung der Chill-out-Zone und der Roskilde Lounge noch mehr Raum für elektronische Musik geschaffen. Seitdem traten Künstler wie Fatboy Slim, The Prodigy, Basement Jaxx und Chemical Brothers auf der Hauptbühne auf.

### Teilnehmerbegrenzung
In den 1990er Jahren wurde die Anzahl der zum Kauf angebotenen Tickets begrenzt und später sogar reduziert. Durch die stetig steigende Beliebtheit des Festivals war die Teilnehmerzahl auf bis zu 125.000 gestiegen. Neben 90.000 verkauften Eintrittskarten kamen noch ca. 25.000 freiwillige Helfer, 5000 Medienleute und 3000 Künstler hinzu. Um die Qualität des Festivals zu wahren, entschied die Festivalleitung, die Teilnehmerzahl zu begrenzen. Die Entfernung vom hintersten Teil des Campingareals zu den Bühnen schien der Festivalleitung unzumutbar geworden zu sein. Das Festival war so groß geworden, dass die Festivalleitung 1994 beschloss, das Campingareal Richtung Westen zu erweitern. Fortan wurde das Campinggelände durch die Bahnstrecke Roskilde–Næstved in zwei Teile geteilt, die an zwei Stellen über Brücken überwunden werden kann, eine feste Straßenbrücke im Norden und eine provisorische Brücke mit Treppen in der Mitte des Geländes. 1996 bekam das Festival einen eigene temporäre Bahnhaltepunkt Roskilde Festivalplads, der die Anreise der Besucher vereinfacht. Im Jahr 1997 kam ein weiteres Zelt namens Roskilde Ballroom dazu.

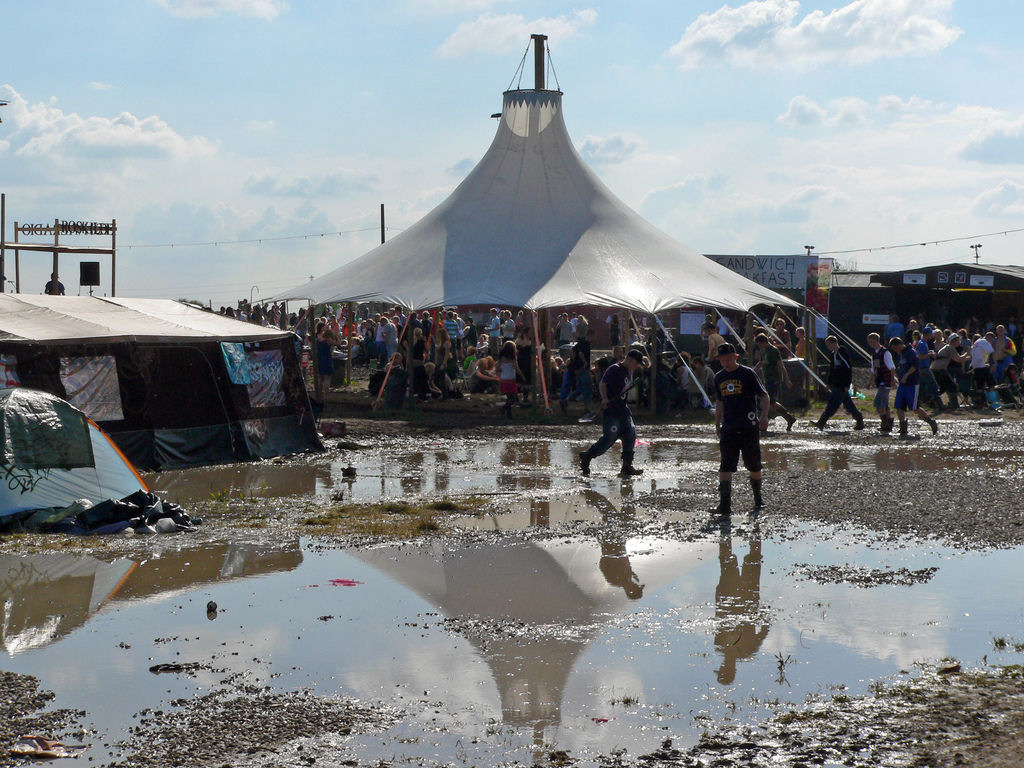
Das als „feuchtestes“ bekannte Festival 2007

### Festivalradio und Nacktlauf
Seit 1998 hat das Festival mit dem Roskilde Festival Radio eine eigene Radiostation, die auf UKW 92,3 MHz an neun Tagen während des Großereignisses sendet. Das Programm wird von dem Zusammenschluss der dänischen Hochschulradiosender (De Danske Studenterradioer, kurz DDS) produziert. Studentische Reporter berichten live vom Festival und geben geplante Aktivitäten und Programmänderungen bekannt. Vom Roskilde Festival Radio wird auch der sogenannte Nacktlauf (Nøgenløb), ein Wettrennen mit ausschließlich nackten Teilnehmern, organisiert. Das Rennen wird jedes Jahr am Samstag während des Festivals ausgetragen und erregt große mediale Aufmerksamkeit.

### Todesfälle im Jahr 2000
Am 30. Juni 2000 kam es auf dem Roskilde Festival während des Auftritts der Band Pearl Jam zu einem Unglück, bei dem neun Menschen starben. Sie verloren auf matschigem Untergrund den Halt, stürzten und wurden vom nachdrängenden Publikum erstickt. Die Festivalleitung entschied im Anschluss dennoch, das Festival fortzusetzen.
Die Leitung begründete diese Entscheidung mit der Erklärung, es erscheine „unverantwortlich, die 90.000 schockierten Menschen einfach nach Hause zu schicken, noch dazu ohne zu wissen, ob Freunde unter den Toten waren“. Vor der Hauptbühne wurde eine Gedenkzeremonie mit dem Bischof Jan Lindhardt aus Roskilde abgehalten.
In der Folge wurden schwere Vorwürfe erhoben, in denen auf Sicherheitsmängel hingewiesen wurde. Insbesondere die Rekrutierung minderjähriger Ordner, die als Gegenleistung für kostenlosen Festivalzutritt Sicherheitsfunktionen hätten ausüben sollen, wurde als „skandalös“ beschrieben.

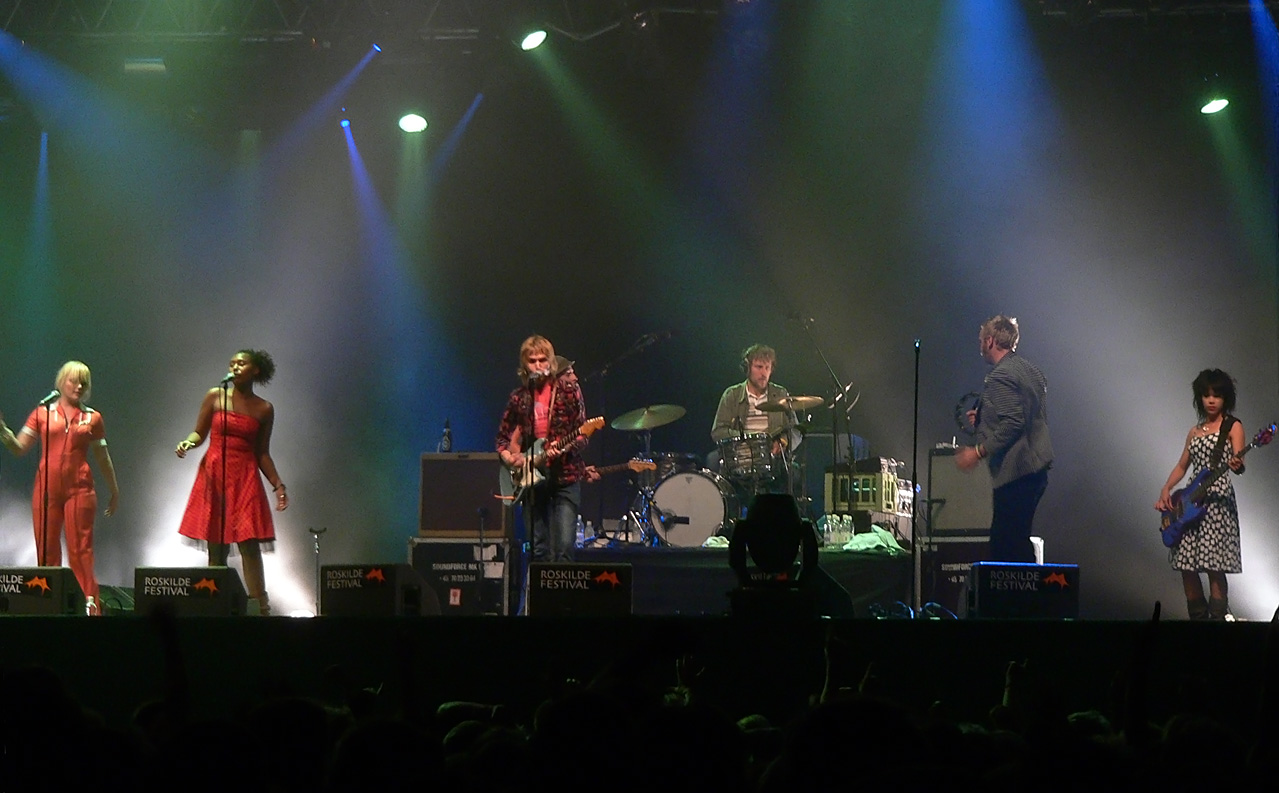
Auftritt der Gruppe Junior Senior, 2005

Heute erinnern auf dem Festivalgelände neun Birken und ein Gedenkstein mit der Aufschrift How fragile we are an das Unglück.
Seit dem Unfall wurden die Sicherheitsvorkehrungen verbessert: Unter anderem wurden abgesperrte Sicherheitszonen vor den beiden größten Bühnen eingerichtet, größere Teile des Platzes vor der Hauptbühne wurden asphaltiert, die Zahl der Crowd Safety Guards wurde vergrößert und ihre Schulung verbessert, es wurden Merkblätter ans Publikum herausgegeben und Sicherheitshinweise auf den Monitoren eingeführt.

### 2000 bis heute
Im Jahr 2000 entschied die Festivalleitung, auf die immer früher anreisenden Festivalbesucher zu reagieren, indem ein viertägiges Warm-up eingeführt wurde. Bei dem Warm-up wird das Campingareal schon vier Tage vor dem eigentlichen Festivalgelände geöffnet und es werden verschiedene Attraktionen angeboten. So gibt es unter anderem einen Skatepark, ein Kino, eine Campingbühne und zahlreiche Events. 2006 sind außerdem noch ein Badesee und ein Angelsee hinzugekommen.
Am letzten Tag des Festivals 2011 kam es zu einem tödlichen Unfall einer Deutschen, die vom 30 Meter hohen Tuborg-Turm in den Tod stürzte.
Das Roskilde Festival 2013 fand vom 29. Juni bis zum 7. Juli 2013 statt. Als Headliner traten u. a. Rihanna und Kraftwerk mit einer 3D-Show unter freiem Himmel auf. Dazu wurden 70.000 Besucher mit entsprechenden Brillen ausgestattet.
Beim Roskilde Festival 2014 konnten u. a. erstmals die Rolling Stones als Headliner gewonnen werden, die damit nach fast 40 Jahren wieder auf die Orange Stage zurückkehrten. Es war allerdings nicht mehr die ursprünglich zu ihrem eigenen Tour-Equipment gehörende Bühne, diese wich 2001 einem kompletten Neubau. Um den politischen Anspruch des Festivals zu unterstreichen, luden die Veranstalter zwei Aktivistinnen der russischen Punk-Gruppierung Pussy Riot ein. Nadja Tolokonnikova und Mascha Aljoschina nutzten die Möglichkeit auf der Gloria Stage, um für ihre Ziele zu werben.
Am 6. März 2015 wurde bekanntgegeben, dass Paul McCartney seinen einzigen europäischen Festivalgig 2015 in Roskilde spielen will. Ebenfalls Headliner sollen sein: Muse und Pharrell Williams.

## Bühnen

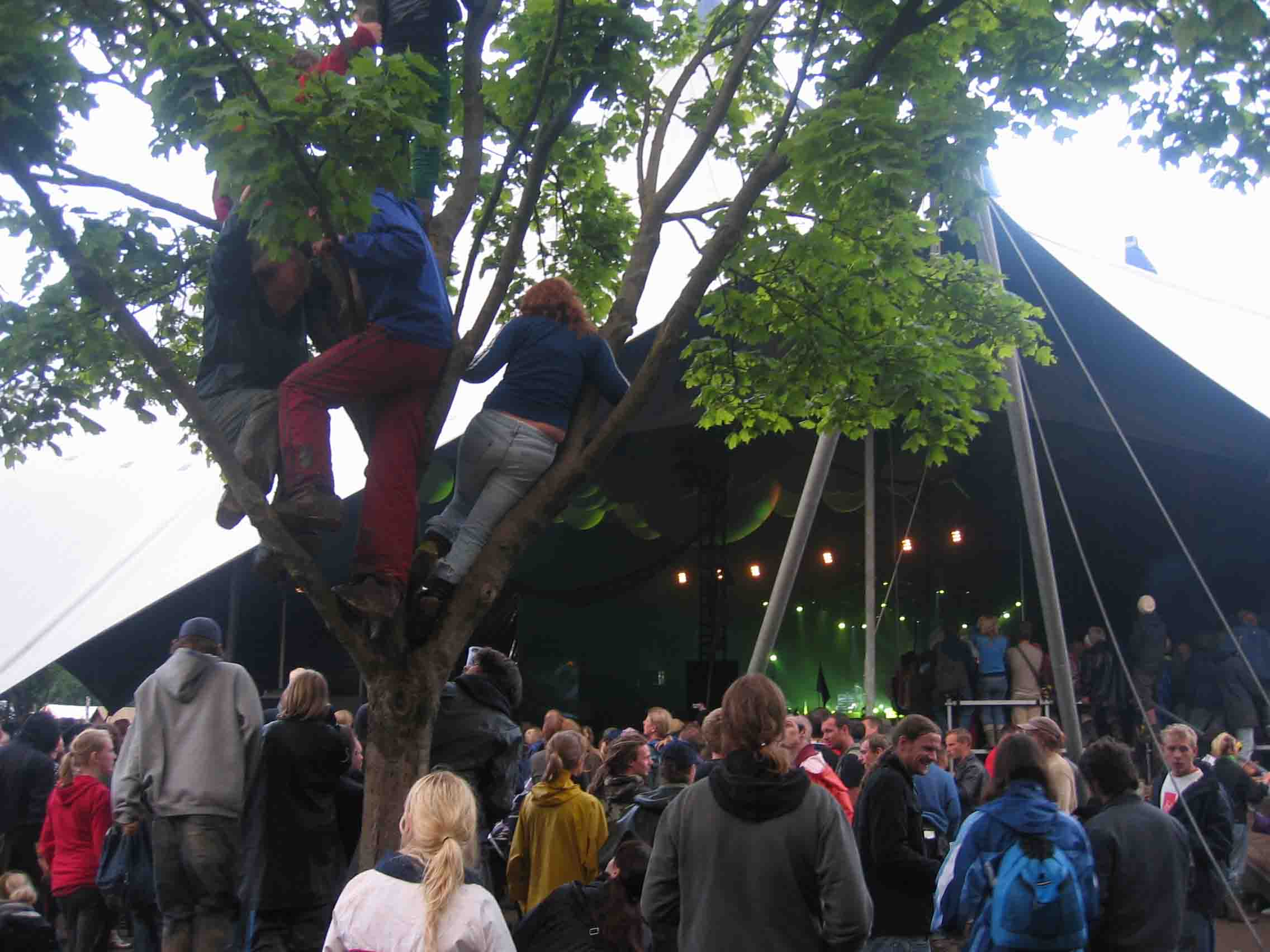
Konzert auf der Roskilde Arena

Das Festival hat heute sieben Bühnen.
| Name         | Einführungsjahr | Kapazität | Musikgenre                  | Vorgänger   | Bemerkung                               |
| ------------ | --------------- | --------- | --------------------------- | ----------- | --------------------------------------- |
| Orange Stage | 1978            | 60.000+   | Gemischt, Headliner         | Big Stage   |                                         |
| Arena        | 2003            | 17.000    | Gemischt                    | Green Stage |                                         |
| Avalon       | 2014            | 05.000    | Hip-Hop, R’n’B              | Cosmopol    |                                         |
| Pavilion     | 2003            | 06.000    | Hard Rock, Alternative Rock | –           |                                         |
| Gloria       | 2011            | 01.000    | Alles, Fokus auf Weltmusik  | –           |                                         |
| Apollo       | 2012            | 05.000    | elektronische Musik         | –           | in der Warm-Up Phase „Apollo Countdown“ |
| Rising       | 2014            | 02.000    | Rock                        | –           | nur in der Warm-Up-Phase                |

## Festival nach Jahren
| Jahr | Datum                       | Besucher Anm. 2             | Headliner | Ticket-Preis in Kr. |
| ---- | --------------------------- | --------------------------- | --- | ------------------- |
| 1971 | 28.–29. August              | 10.000                      | Gasolin’, Poul Dissing, Cæsar, Sebastian | 30 (4 €)            |
| 1972 | 30. Juni–2. Juli            | 15.000                      | The Kinks, Gasolin’, Starfuckers, Gnags | 40 (5 €)            |
| 1973 | 29. Juni–1. Juli            | 15.000                      | Gasolin’, Fumble, Røde Mor | 40 (5 €)            |
| 1974 | 28.–30. Juni                | 21.500                      | Gasolin’, Gnags, Røde Mor, Savage Rose, Status Quo | 50 (7 €)            |
| 1975 | 27.–29. Juni                | 26.000                      | Ravi Shankar, Gnags, Poul Dissing | 55 (7 €)            |
| 1976 | 2.–4. Juli                  | 32.500                      | Weather Report, Wigwam, Dr. Hook | 60 (8 €)            |
| 1977 | 1.–3. Juli                  | 31.000                      | The Jack Bruce Band, John Miles, Dr. Feelgood | 80 (11 €)           |
| 1978 | 30. Juni–2. Juli            | 36.500                      | Bob Marley and the Wailers, Dave Swarbrick, Elvis Costello | 100 (13 €)          |
| 1979 | 29. Juni–1. Juli            | 40.000                      | Jeff Beck & Stanley Clarke, Talking Heads, Taj Mahal | 110 (15 €)          |
| 1980 | 27.–29. Juni                | 45.000                      | Santana, Steel Pulse | 130 (17 €)          |
| 1981 | 26.–28. Juni                | 51.500                      | Ian Dury & the Blockheads, Robert Palmer, UB40, Saga | 150 (20 €)          |
| 1982 | 2.–4. Juli                  | 49.000                      | U2, Mike Oldfield, Jackson Browne | 170 (23 €)          |
| 1983 | 1.–3. Juli                  | 60.600                      | 10cc, Simple Minds, Linton Kwesi Johnson, King Sunny Adé, Lars Lilholt, TV-2                                                                                       | 200 (26 €)          |
| 1984 | 29. Juni–1. Juli            | 62.000                      | Lou Reed, Paul Young, Björn Afzelius | 210 (28 €)          |
| 1985 | 28.–30. Juni                | 46.000                      | Leonard Cohen, Paul Young, Ramones, The Clash, The Cure | 240 (32 €)          |
| 1986 | 4.–6. Juli                  | 55.000                      | Eric Clapton, Metallica, Phil Collins, Madness, Elvis Costello | 290 (39 €)          |
| 1987 | 3.–5. Juli                  | 58.700                      | Iggy Pop, Europe, Van Morrison, Sonic Youth | 320 (43 €)          |
| 1988 | 30. Juni–3. Juli            | 62.100                      | Sting, INXS, Bryan Adams, Leonard Cohen, TOTO | 340 (45 €)          |
| 1989 | 30. Juni–2. Juli            | 56.300                      | Elvis Costello, Joe Cocker, Georgia Satellites | 390 (52 €)          |
| 1990 | 28. Juni–1. Juli            | 70.600                      | Bob Dylan, The Cure, Midnight Oil, Sinéad O’Connor | 445 (59 €)          |
| 1991 | 27.–30. Juni                | 60.500                      | Iron Maiden, Billy Idol, Iggy Pop, Paul Simon | 490 (65 €)          |
| 1992 | 25.–28. Juni                | 64.500                      | Nirvana, Megadeth, Texas, Pearl Jam, David Byrne | 540 (72 €)          |
| 1993 | 1. Juli–4. Juli             | 76.500                      | Red Hot Chili Peppers, Ray Charles, The Velvet Underground | 540 (72 €)          |
| 1994 | 30. Juni–3. Juli            | 90.000                      | Aerosmith, Rage Against the Machine, ZZ Top, Peter Gabriel | 540 (72 €)          |
| 1995 | 29. Juni–2. Juli            | 90.000                      | R.E.M., Elvis Costello, Van Halen, Oasis | 600 (80 €)          |
| 1996 | 27.–30. Juni                | 90.000                      | Sex Pistols, David Bowie, No Doubt, Rage Against the Machine | 690 (92 €)          |
| 1997 | 26.–29. Juni                | 90.000                      | Smashing Pumpkins, Radiohead, Nick Cave & The Bad Seeds | 750 (100 €)         |
| 1998 | 25.–28. Juni                | 76.000                      | Garbage, Beastie Boys, Bob Dylan, Kylie Minogue, Kraftwerk | 810 (108 €)         |
| 1999 | 1.–4. Juli                  | 71.000                      | R.E.M., Metallica, Robbie Williams, Marilyn Manson | 810 (108 €)         |
| 2000 | 25. Juni–2. Juli            | 76.000                      | Lou Reed, Pearl Jam, Iron Maiden, Pet Shop Boys | 860 (115 €)         |
| 2001 | 24. Juni–1. Juli            | 64.000                      | The Cure, Robbie Williams, Bob Dylan, Nick Cave & The Bad Seeds | 860 (115 €)         |
| 2002 | 23.–30. Juni                | 72.000                      | Red Hot Chili Peppers, Rammstein, Pet Shop Boys | 950 (130 €)         |
| 2003 | 22.–29. Juni                | 77.000                      | Björk, Metallica, Coldplay, Blur, Iron Maiden | 1150 (155 €)        |
| 2004 | 27. Juni–4. Juli            | 76.000                      | Santana, KoRn, Wu-Tang Clan, Iggy Pop | 1150 (155 €)        |
| 2005 | 26. Juni–3. Juli            | 65.000                      | Black Sabbath, Green Day, Duran Duran, The Game, Brian Wilson | 1250 (170 €)        |
| 2006 | 25. Juni–2. Juli            | 79.000                      | Bob Dylan, Guns N’ Roses, Tool, Kanye West, Roger Waters, Placebo                                                                                                  | 1350 (180 €)        |
| 2007 | 1.–8. Juli                  | 68.000                      | Red Hot Chili Peppers, The Who, Muse, Beastie Boys, Björk | 1475 (200 €)        |
| 2008 | 3.–6. Juli                  | 67.000                      | Radiohead, Slayer, Jay-Z, Judas Priest, Neil Young, The Chemical Brothers, The Streets, Kate Nash                                                                  | 1789 (240 €)        |
| 2009 | 2.–5. Juli                  | 67.400                      | Coldplay, Nine Inch Nails, Pet Shop Boys, Slipknot | 1785 (240 €)        |
| 2010 | 1.–4. Juli                  | 75.000 (ausverkauft)        | Gorillaz, Jack Johnson, Muse, Prince, The Prodigy, Patti Smith and Band, Them Crooked Vultures, Nephew                                                             | 1675 (225 €)        |
| 2011 | 30. Juni–3. Juli            | 75.000 (ausverkauft)        | Iron Maiden, Kings of Leon, Arctic Monkeys, Mastodon, PJ Harvey, M.I.A., The Strokes                                                                               | 1800 (242 €)        |
| 2012 | 5.–8. Juli                  | 77.500 Anm. 3 (ausverkauft) | The Cure, Bon Iver, Mew, Bruce Springsteen, Jack White, The Cult, Björk, Ruben Blades, The Roots                                                                   | 1810 (244 €) Anm. 1 |
| 2013 | 29. Juni–7. Juli            | 135.000                     | Metallica, Kraftwerk, The National, Queens of the Stone Age, Rihanna, Sigur Rós, Slipknot, Volbeat                                                                 | 1810 (244 €) Anm. 1 |
| 2014 | 29. Juni–6. Juli            | 133.000                     | The Rolling Stones, Arctic Monkeys, Damon Albarn, Jack White, Major Lazer, Outkast, Stevie Wonder, Trentemøller                                                    | 1910 (255 €) Anm. 1 |
| 2015 | 27. Juni–4. Juli            | 130.000                     | Paul McCartney, Noel Gallagher’s High Flying Birds, Florence + the Machine, Kendrick Lamar, Mew, Muse, Pharrell Williams, Nicki Minaj, Disclosure                  | 1940 (261 €) Anm. 1 |
| 2016 | 25. Juni–2. Juli            | 125.000                     | LCD Soundsystem, Macklemore & Ryan Lewis, Mø, Neil Young & Promise of the Real, New Order, PJ Harvey, Red Hot Chili Peppers, Tame Impala, Tenacious D, Wiz Khalifa | 1995 (269 €)        |
| 2017 | 24. Juni–1. Juli            | 80.000                      | A Tribe Called Quest, Arcade Fire, Foo Fighters, Justice, Moderat/Modeselektor, Trentemøller, The Weeknd, Lorde                                                    | 2020 (272 €)        |
| 2018 | 30. Juni–7. Juli            | 130.000                     | Bruno Mars, Cardi B, David Byrne, Eminem, Gorillaz, Khalid, Nephew, Nine Inch Nails                                                                                | 2100 (299 €)        |
| 2019 | 29. Juni–6. Juli            | 130.000                     | Bob Dylan and Band, Cardi B, The Cure, Mø, Robert Plant & The Sensational Space Shifters, Robyn, Travis Scott, Underworld                                          | 2100 (299 €)        |
| 2020 | 27. Juni–4. Juli (abgesagt) | –                           | Faith No More, FKA Twigs, Taylor Swift, Thom Yorke/Tomorrow’s Modern Boxes, Tyler, The Creator                                                                     | 2250 (302 €)        |
| 2021 | 26. Juni–3. Juli (abgesagt) | –                           | Kendrick Lamar, The Strokes, Tyler, the Creator, Faith No More | 2250 (302 €)        |
| 2022 | 25. Juni–2. Juli            | 130.000                     | Post Malone, Dua Lipa, Tyler, the Creator, Haim, St. Vincent | 2250 (302 €)        |
| 2023 | 24. Juni–1. Juli            |                             | Kendrick Lamar, Queens of the Stone Age, Burna Boy, Lil Nas X, Blur, Christina and the Queens, Rosalía                                                             | 2400 (322 €)        |
| 2024 | 29. Juni–6. Juli            | 130.000                     | Foo Fighters, PJ Harvey, Skrillex, 21 Savage, Aurora, Doja Cat, Jane's Addiction, Jungle, Khruangbin, PinkPantheress, Róisín Murphy, SZA                           | 2400                |
| 2025 | 28. Juni–7. Juli            | 130.000                     | Charli XCX, Olivia Rodrigo, Nine Inch Nails, Stormzy, FKA Twigs, Deftones, Arca, Doechii, Jamie xx, Fontaines D.C., Beth Gibbons, Magdalena Bay                    | 2520                |